# Limatulichthys
Limatulichthys – rodzaj słodkowodnych ryb sumokształtnych z rodziny zbrojnikowatych (Loricariidae).

## Występowanie
Ameryka Południowa – dorzecza Amazonki i Orinoko.

## Klasyfikacja
Gatunki zaliczane do tego rodzaju:
- Limatulichthys griseus
- Limatulichthys nasarcus

Gatunkiem typowym jest Loricaria punctata (=Limatulichthys griseus).